# Temporada da Ligat HaAl de 2018–19
A Temporada da Ligat HaAl de 2018–19 (em hebraico:  ליגת העל‎), também conhecida como Israeli Basketball Super League é a 65.ª edição da competição de primária do basquetebol masculino do Estado de Israel segundo sua piramide estrutural. É organizada pela Israeli Basketball Super League Administration Ltd (BSL) sob as normas da FIBA.

## Clubes Participantes
| Time                       | Cidade                  |
| -------------------------- | ----------------------- |
| Bnei Rav-Bariach Herzliya  | Herzliya                |
| Hapoel Mall Hayam Eilat    | Eilat                   |
| Hapoel Gilboa Galil        | Gilboa Regional Council |
| Hapoel Unet Holon          | Holon                   |
| Hapoel Migdal Jerusalem    | Jerusalém               |
| Hapoel SP Tel Aviv         | Telavive                |
| Ironi Nahariya             | Nahariya                |
| Ironi Nes Ziona            | Ness Ziona              |
| Maccabi Ashdod/Be'er Tuvia | Asdode                  |
| Hapoel Be'er Sheva         | Bersebá                 |
| Maccabi Rishon LeZion      | Rishon LeZion           |
| Maccabi FOX Tel Aviv       | Telavive                |

## Temporada Regular

### Tabela de Classificação
| Pos. | Clube                      | Pts. | J  | V  | D  | Dif. | Classificação            |
| ---- | -------------------------- | ---- | -- | -- | -- | ---- | ------------------------ |
| 1    | Maccabi FOX Tel Aviv       | 60   | 33 | 27 | 6  | 435  | Playoffs                 |
| 2    | Hapoel Jerusalem           | 57   | 33 | 24 | 9  | 267  | Playoffs                 |
| 3    | Hapoel Unet Holon          | 57   | 33 | 24 | 9  | 69   | Playoffs                 |
| 4    | Hapoel Mall Hayam Eilat    | 55   | 33 | 22 | 11 | 224  | Playoffs                 |
| 5    | Ironi Nes Ziona            | 49   | 33 | 16 | 17 | -36  | Playoffs                 |
| 6    | Maccabi Rishon LeZion      | 48   | 33 | 15 | 18 | -70  | Playoffs                 |
| 7    | Hapoel Be'er Sheva         | 48   | 33 | 15 | 18 | 29   | Playoffs                 |
| 8    | Hapoel SP Tel Aviv         | 47   | 33 | 14 | 19 | 8    | Playoffs                 |
| 9    | Maccabi Ashdod/Be'er Tuvia | 46   | 33 | 13 | 20 | -196 |                          |
| 10   | Hapoel Gilboa Galil        | 45   | 33 | 12 | 21 | -238 |                          |
| 11   | Ironi Nahariya             | 42   | 33 | 9  | 24 | -259 |                          |
| 12   | Bnei Rav-Bariach Herzliya  | 40   | 33 | 7  | 26 | -233 | Rebaixado à Ligat Leumit |

|  |                                            |
|  | Classificados aos playoffs                 |
|  | Rebaixados diretamente para a Ligat Leumit |

## Tabela

### Rodadas 1 a 22
| Casa\Visitante             | HER     | EIL     | GIL     | HOL     | JER     | HTA     | NAH     | NES     | ASH     | BEE     | LEZ     | MTA     |
| -------------------------- | ------- | ------- | ------- | ------- | ------- | ------- | ------- | ------- | ------- | ------- | ------- | ------- |
| Bnei Rav-Bariach Herzliya  |         | 81-100  | 105-78  | 82 - 85 | 73-83   | 68 - 88 | 61-63   | 62 - 81 | 70-75   | 75-84   | 74 - 67 | 77-87   |
| Hapoel Mall Hayam Eilat    | 81-75   |         | 107-74  | 76 - 82 | 70 - 82 | 95-89   | 77-71   | 105-85  | 102-77  | 88-66   | 96 - 81 | 70-83   |
| Hapoel Gilboa Galil        | 90 - 89 | 70 - 88 |         | 75 - 85 | 101-99  | 91 - 96 | 85-81   | 95-84   | 103-95  | 68-82   | 92 - 77 | 98-94   |
| Hapoel Unet Holon          | 86-78   | 108-102 | 112-106 |         | 101-82  | 78-75   | 78-72   | 78 - 88 | 88-84   | 86 - 78 | 85 - 81 | 100-95  |
| Hapoel Jerusalem           | 98-77   | 83-99   | 94 - 81 | 94-74   |         | 87-75   | 92-53   | 90 - 82 | 104-94  | 89 - 79 | 94-76   | 78 - 89 |
| Hapoel SP Tel Aviv         | 76-77   | 100-81  | 76-86   | 74-92   | 86 - 90 |         | 76 - 90 | 90-78   | 89-95   | 68-73   | 78 - 64 | 104-94  |
| Ironi Nahariya             | 77-93   | 75 - 93 | 87 - 89 | 98-95   | 86 - 80 | 59 - 80 |         | 85-76   | 86-92   | 61-86   | 75 - 89 | 77-87   |
| Ironi Hai Motors Nes Ziona | 81-79   | 82 - 80 | 83-76   | 95 - 96 | 74-90   | 85 - 89 | 103-93  |         | 70-82   | 105-84  | 93-95   | 83-81   |
| Maccabi Ashdod/Be'er Tuvia | 94 - 73 | 68-85   | 79 - 80 | 71-94   | 64-87   | 81-78   | 93 - 74 | 80 - 75 |         | 84-99   | 80-90   | 100-104 |
| Hapoel Be'er Sheva         | 87 - 74 | 88 - 85 | 83-76   | 70-72   | 88-89   | 105-73  | 85 - 75 | 78 - 90 | 87 - 70 |         | 81-84   | 76 - 99 |
| Maccabi Rishon LeZion      | 77-72   | 72-75   | 107-99  | 70-78   | 77-72   | 62-85   | 75-58   | 84-90   | 92 - 79 | 71 - 66 |         | 92 - 94 |
| Maccabi FOX Tel Aviv       | 88 - 70 | 101-91  | 105-77  | 99-66   | 91 - 78 | 89-57   | 78 - 61 | 87 - 82 | 103-59  | 66-64   | 98-64   |         |

### Rodadas 23 a 33
| Casa\Visitante             | HER     | EIL     | GIL     | HOL     | JER      | HTA     | NAH     | NES     | ASH     | BEE      | LEZ     | MTA     |
| -------------------------- | ------- | ------- | ------- | ------- | -------- | ------- | ------- | ------- | ------- | -------- | ------- | ------- |
| Bnei Rav-Bariach Herzliya  |         |         |         |         | 69-76    |         |         |         | 86-97   | 68-92    | 74 - 66 | 58-102  |
| Hapoel Mall Hayam Eilat    | 74-73   |         |         | 87 - 72 |          | 85 - 76 | 90 - 69 | 89-77   |         | 64-52    |         |         |
| Hapoel Gilboa Galil        | 81 - 95 | 91-82   |         | 73-94   |          | 70 - 92 | 96-93   | 90-91   |         |          |         |         |
| Hapoel Unet Holon          | 88-85   |         |         |         |          | 97-89   | 77 - 88 | 84 - 97 |         | 89-78    |         |         |
| Hapoel Jerusalem           |         | 78-81   | 104-87  |         |          |         |         | 100-73  | 92 - 82 |          | 91-80   | 98 - 92 |
| Hapoel SP Tel Aviv         | 90 - 73 |         |         |         | 92-91    |         |         |         | 104-76  | 102 - 96 |         | 76-85   |
| Ironi Nahariya             | 72-76   |         |         |         | 93 - 103 | 78-69   |         |         |         | 68 - 92  |         | 71-77   |
| Ironi Hai Motors Nes Ziona | 97 - 86 |         |         |         |          | 100-98  | 75-77   |         | 92-101  |          | 85 - 84 |         |
| Maccabi Ashdod/Be'er Tuvia |         | 74 - 92 | 94 - 86 | 100-89  |          |         | 88-89   |         |         |          | 66-93   |         |
| Hapoel Be'er Sheva         |         |         | 104-77  |         | 89-118   |         |         | 91-103  | 88 - 97 |          | 77 - 53 | 64 - 96 |
| Maccabi Rishon LeZion      |         | 81-77   | 92 - 88 | 102-105 |          | 87 - 76 | 92-84   |         |         |          |         |         |
| Maccabi FOX Tel Aviv       |         | 99 - 92 | 88-70   | 86 - 94 |          |         |         | 86 - 74 | 93-70   |          | 97-87   |         |

## Playoffs

### Confrontos
|  | Quartas-de-final | Quartas-de-final        | Quartas-de-final        |                       |    | Semifinais           | Semifinais | Semifinais |  |  | Final | Final                | Final |
|  |                  |                         |                         |                       |    |                      |            |            |  |  |       |                      |       |
|  | 1                | Maccabi FOX Tel Aviv    | 3                       |                       |    |                      |            |            |  |  |       |                      |       |
|  | 8                | Hapoel SP Tel Aviv      | 0                       |                       |    |                      |            |            |  |  |       |                      |       |
|  | 8                | Hapoel SP Tel Aviv      | 0                       |                       |    | Maccabi FOX Tel Aviv | 85         |            |  |  |       |                      |       |
|  |                  |                         |                         |                       |    | Maccabi FOX Tel Aviv | 85         |            |  |  |       |                      |       |
|  |                  |                         | Hapoel Mall Hayam Eilat | 83                    |    |                      |            |            |  |  |       |                      |       |
|  | 4                | Hapoel Mall Hayam Eilat | Hapoel Mall Hayam Eilat | 83                    | 3  |                      |            |            |  |  |       |                      |       |
|  | 4                | Hapoel Mall Hayam Eilat |                         |                       | 3  |                      |            |            |  |  |       |                      |       |
|  | 5                | Ironi Nes Ziona         | 1                       |                       |    |                      |            |            |  |  |       |                      |       |
|  |                  |                         |                         |                       |    |                      |            |            |  |  |       | Maccabi FOX Tel Aviv | 89    |
|  |                  |                         |                         | Maccabi Rishon LeZion | 75 |                      |            |            |  |  |       |                      |       |
|  | 2                | Hapoel Jerusalem        | 3                       |                       |    |                      |            |            |  |  |       |                      |       |
|  | 7                | Hapoel Be'er Sheva      | 0                       |                       |    |                      |            |            |  |  |       |                      |       |
|  | 7                | Hapoel Be'er Sheva      | 0                       |                       |    | Hapoel Jerusalem     | 86         |            |  |  |       |                      |       |
|  |                  |                         |                         |                       |    | Hapoel Jerusalem     | 86         |            |  |  |       |                      |       |
|  |                  |                         | Maccabi Rishon LeZion   | 92                    |    |                      |            |            |  |  |       |                      |       |
|  | 3                | Hapoel Unet Holon       | Maccabi Rishon LeZion   | 92                    | 1  |                      |            |            |  |  |       |                      |       |
|  | 3                | Hapoel Unet Holon       |                         |                       | 1  |                      |            |            |  |  |       |                      |       |
|  | 6                | Maccabi Rishon LeZion   | 3                       |                       |    |                      |            |            |  |  |       |                      |       |

#### Quartas de final
| Time 1                  | Série | Time 2                | 1º Jogo | 2º Jogo | 3º Jogo  | 4º Jogo | 5º Jogo |
| ----------------------- | ----- | --------------------- | ------- | ------- | -------- | ------- | ------- |
| Maccabi FOX Tel Aviv    | 3 - 0 | Hapoel SP Tel Aviv    | 89 - 67 | 85 - 72 | 87 - 63  |         |         |
| Hapoel Mall Hayam Eilat | 3 - 1 | Ironi Nes Ziona       | 96 - 89 | 84 - 95 | 84 - 76  | 98 - 90 |         |
| Hapoel Jerusalem        | 3 - 0 | Hapoel Be'er Sheva    | 85 - 68 | 99 - 75 | 95 - 77  |         |         |
| Hapoel Unet Holon       | 1 - 3 | Maccabi Rishon LeZion | 84 - 95 | 85 - 95 | 100 - 79 | 76 - 92 |         |

#### Semifinal
| Time 1               | Placar  | Time 2                  |
| -------------------- | ------- | ----------------------- |
| Maccabi FOX Tel Aviv | 85 - 83 | Hapoel Mall Hayam Eilat |
| Hapoel Jerusalem     | 86 - 92 | Maccabi Rishon LeZion   |

#### Final
| Time 1               | Placar  | Time 2                |
| -------------------- | ------- | --------------------- |
| Maccabi FOX Tel Aviv | 89 - 75 | Maccabi Rishon LeZion |

## Campeões
| Winner Liga 2018-19 Campeões    |
| ------------------------------- |
| Maccabi FOX Tel Aviv 53º Título |

## Clubes israelenses em competições internacionais
| Clube            | Competição        | Resultado                                                  |
| ---------------- | ----------------- | ---------------------------------------------------------- |
| Maccabi Tel Aviv | EuroLiga          | 10º na temporada regular (14v-16d)                         |
| Hapoel Holon     | Liga dos Campeões | Temporada regular 5º colocado Gr. B (7v-7v)                |
| Hapoel Jerusalém | Liga dos Campeões | Eliminado Quartas de finais por Tenerife (15v-3d)          |
| Hapoel Tel Aviv  | Liga dos Campeões | Eliminado fase preliminar por Charleroi (76-73;59-73)      |
| Ironi Nes Ziona  | Copa Europeia     | Eliminado Oitavas de finais por Bakken Bears (91-74;81-76) |
| Hapoel Holon     | Copa Europeia     | Eliminado nas semifinais por Dinamo Sassari (89-94;75-105) |

## Artigos relacionados
- Ligat HaAl
- EuroLiga
- EuroCopa
- Seleção Israelense de Basquetebol